# Диммюборгир

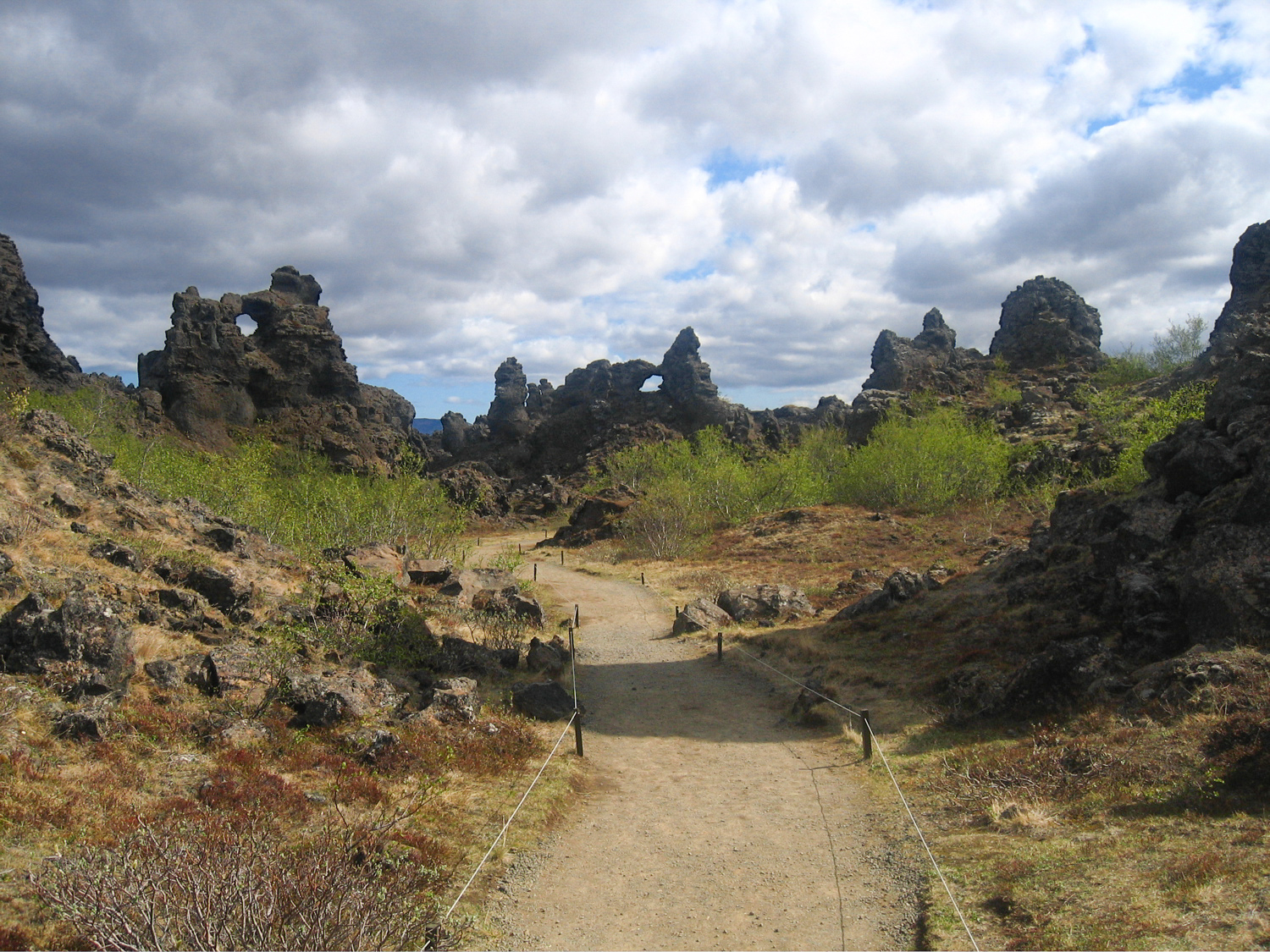
«Темные замки» Диммюборгира.

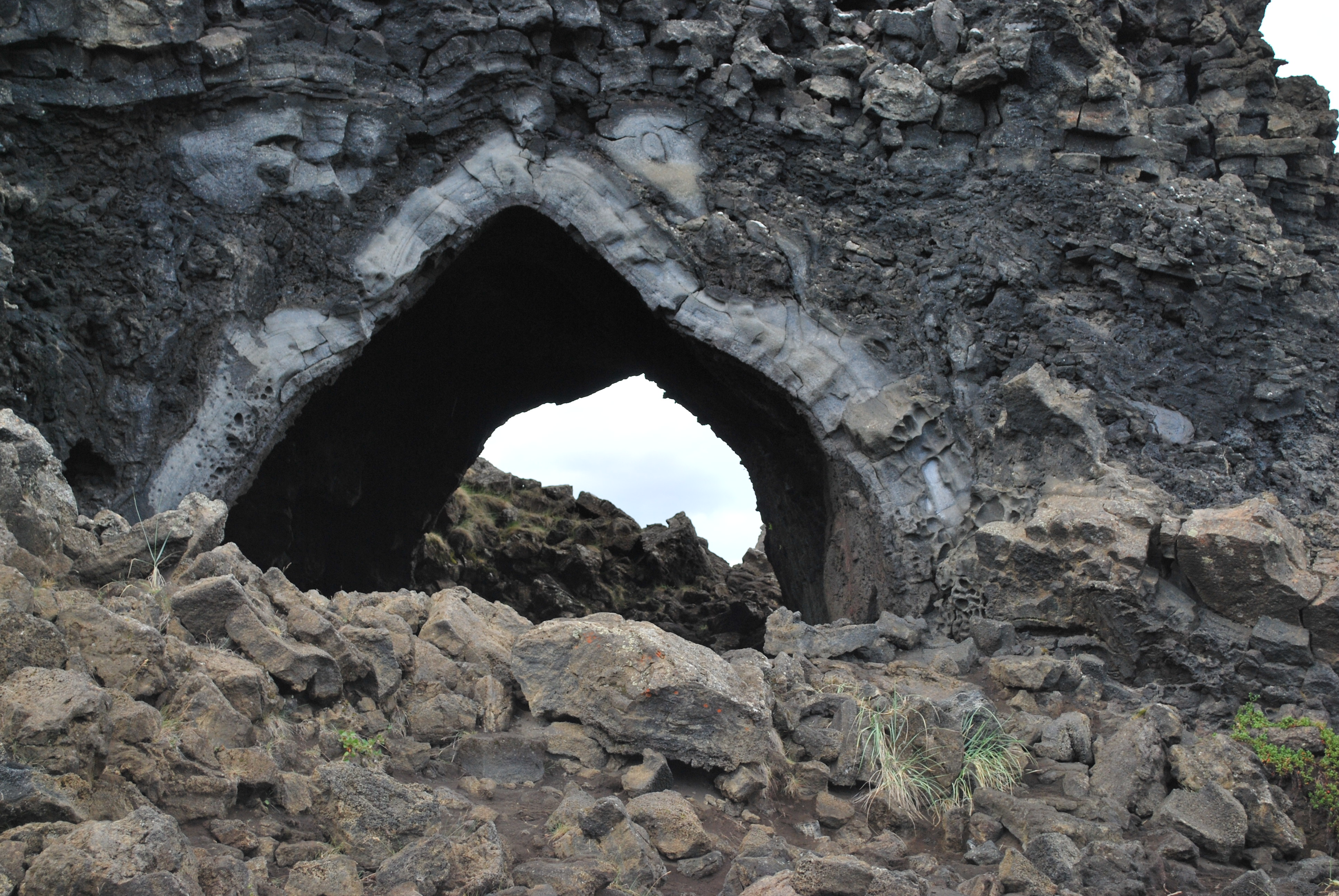
Лавовый тоннель.

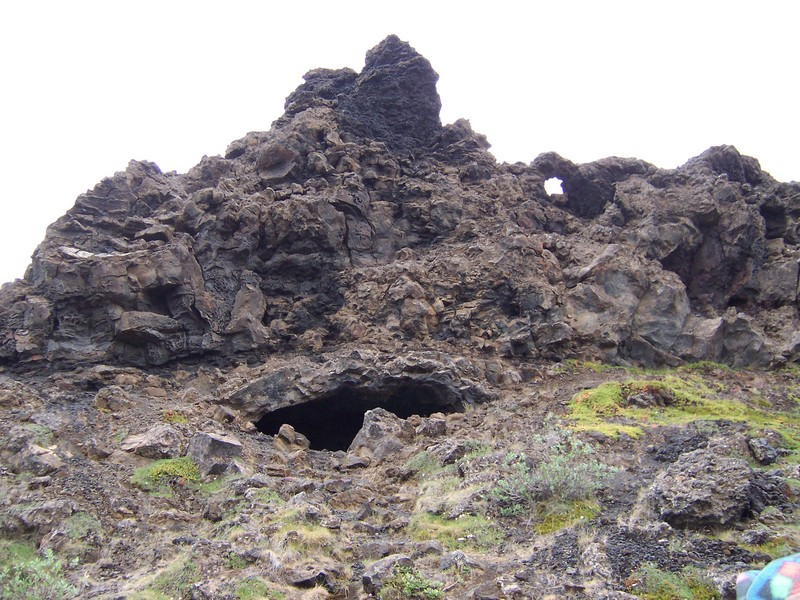
Скалы-замки.

Диммюборгир (исл. Dimmuborgir, от dimmur — «темный», borgir — «города», «крепости») — лавовое плато на востоке от озера Миватн на севере Исландии. Удивительные формы скал напоминают старые развалины замков и башен. В исландской мифологии Диммюборгир считается местом обитания эльфов и троллей и является вратами в подземный мир.
Недалеко на северо-восток лежит кратер вулкана Хверфьядль.
Диммюборгир — одна из самых популярных природных достопримечательностей Исландии.
Диммюборгир появился около 2300 лет назад в результате сильнейшего извержения вулкана Хверфьядль. Огромные потоки лавы текли из 12-километровой трещины через всю долину к морскому заливу.
Согласно легендам, Диммюборгир — именно то место, где упал Сатана, когда его сбросили с небес. Приземлившись в районе озера, он создал свои владения.

## Ссылка
- Информация на сайте Visiticeland.is (англ.)
- Диммюборгир  (англ.)